# Cry For The Moon
Cry For The Moon – trzeci singel holenderskiej grupy symfoniczno metalowej Epica wydany w 2004 roku w celu promocji pierwszego albumu grupy The Phantom Agony.

## Lista utworów
1. "Cry for the Moon" (single version) – 3:33
2. "Cry for the Moon" – 6:44
3. "Run for a Fall" (single version) – 4:29
4. "Run for a Fall" – 6:31